# Fernando Pérez de Traba
Fernando Pérez de Traba [feɾˈnando ˈpeɾeθ ðe ˈtɾaβa] (o. 1090. – 1. studenog 1155.), također poznat kao Fernão Peres de Trava [fɨɾˈnɐ̃w ˈpeɾɨʒ ðɨ ˈtɾavɐ], bio je plemić iz Kraljevine Leona koji je imao vlast nad Galicijom. Postao je ljubavnik Terezije, portugalske grofice, što mu je omogućilo da bude de facto vladar Portugala.
Fernando — poznat i kao Fernán — bio je sin Pedra Fróilaza de Trabe i njegove prve supruge, Urake Fróilaz. Terezija i Fernando imali su dvije kćeri, Sanču i Tereziju, koja se udala za kralja Ferdinanda II. Leonskog. Fernandova je supruga bila Sanča González te je par dobio troje djece: Gonzala, Mariju i Uraku.